# La lección de anatomía (novela)
La lección de anatomía es una novela de 1983 escrita por el autor estadounidense Philip Roth. Es la tercera obra protagonizada por Nathan Zuckerman, uno de los alter ego ficticios de Roth, y el segundo libro de la trilogía Zuckerman encadenado después de La visita al Maestro y Zuckerman Unbound.

## Resumen del argumento
Zuckerman está en su mediana edad y empieza a padecer fuertes dolores corporales, pero a pesar de consultar a múltiples especialistas no logra descubrir qué es lo que lo causa ni cómo curarlo, por lo que pasa gran parte del día en cama y sin poder escribir. Aburrido, su mente empieza a vagar y a recordar sus fallidos matrimonios y sus relaciones con su familia. En una repentina explosión de nostalgia y ambición, Zuckerman decide regresar a la Universidad de Chicago, su alma mater, para estudiar medicina.

## Recepción
Aunque estuvo nominada para el Premio del Círculo de Críticos Nacional del Libro en la categoría de ficción, La lección de anatomía fue recibida con menor entusiasmo por la crítica que las otras dos novelas de la trilogía Zuckerman encadenado. Martin Amis en The Observer escribió que «si bien La lección de anatomía es la última parte de la trilogía de Zuckerman, también es la segunda novela de Roth sobre el éxito. ¡Tanta fijación! ... Ya ha escrito dos novelas autobiográficas sobre las consecuencias de escribir novelas autobiográficas», añadiendo que «ningún escritor moderno, probablemente ningún escritor, ha llevado el autoexamen a tales extremos ni se lo ha tomado tan literalmente». En The New Yorker, John Updike fue más vehemente describiendo que «el lazo posmodernista del escritor se expresa en acentos simples de gran autoridad, los cuales hacen recordar a Hemingway... A lo largo del libro, una hermosa pasión por ser honesto impulsan los párrafos agotadores y quejumbrosos. A pesar de estar llenos de risas y extravagante invención, para este admirador de Roth La lección de anatomía la menos exitosa de la trilogía y la menos coherente y concreta».